# Хасімото (місто)
Хасімото (яп. 橋本市, はしもとし, хасімото сі) — місто в Японії, у північно-східній частині префектури Вакаяма.
Засноване 1 січня 1955 року шляхом об'єднання таких населених пунктів:
- містечка Хасімото повіту Іто (伊都郡橋本町)
- села Кімі (紀見村)
- села Ямада (山田村)
- села Кісікамі (岸上村)
- села Суда (隅田村)
- села Камуро (学文路村)

Хасімото лежить у середній течії річки Кінокава. Місто віддавна служить важливим транспортним пунктом. Тут перехрестя стародавніх шляхів до священної гори буддистів Коя та святилища Ісе в провінції Ісе.
Сучасне Хасімото — спальний район сусіднього мегаполісу Осака. У місті проживає багато чиновників префектури Вакаяма.
Основою господарства Хасімото є текстильна промисловість, виготовлення знарядь для рибальства та туризму. З кінця 19 століття місто славиться виробами з бамбука.
У Хасімото є багато цінних культурних пам'яток. Найбільшою з них є синтоїстське святилище Суда-Хатіман.